# Польова (Волзький район)
Польова́ (рос. Полевая, марій. Нурсола) — присілок у складі Волзького району Марій Ел, Росія. Адміністративний центр Обшиярського сільського поселення.

## Населення
Населення — 926 осіб (2010; 924 у 2002).
Національний склад (станом на 2002 рік):
- марі — 92 %